# Touro (astrologia)
Touro ou Taurus (♉) é o segundo  signo astrológico do zodíaco, situado entre Áries e Gêmeos e associado à constelação de Taurus. Seu símbolo é um touro. Forma com Virgem e Capricórnio a triplicidade dos signos da Terra. É também um dos quatro signos fixos, juntamente com Leão, Escorpião e Aquário. Com pequenas variações nas datas dependendo do ano, os taurinos são as pessoas nascidas entre 21 de abril e 
20 de maio.

## Histórico
O signo de Touro está associado a vários mitos e adoração do touro de várias culturas antigas. Foi o primeiro signo do zodíaco estabelecido entre os Mesopotâmians, que o chamavam de "O Grande Touro do Céu", pois era a constelação através da qual o Sol nascia no quinócio vernal naquela hora.